# Hemostază
Hemostaza (gr. haima = sânge, stazis = a opri) reprezintă totalitatea mecanismelor care intervin în oprirea sângerării la nivelul vaselor mici (capilare) și mijlocii (arteriole, metaarteriole și venule). În funcție de modalitatea de oprire a hemoragiei, hemostaza poate fi:
- hemostază fiziologică, proprie corpului;
- hemostază medicamentoasă, prin administrarea de substanțe coagulante/hemostatice;
- hemostază chirurgicală, necesară în cazul unor intervenții chirurgicale ample.

## Hemostaza fiziologică
Hemostaza fiziologică implică un echilibru între două procese opuse care se desfășoară simultan: formarea cheagului sanguin și fibrinoliza. Formarea cheagului presupune interacțiunea dintre endoteliul vascular, plachete și factorii de coagulare și se desfășoară în trei timpi: timpul vasculo-plachetar, timpul plasmatic și timpul trombodinamic.

### Timpul vasculo-plachetar

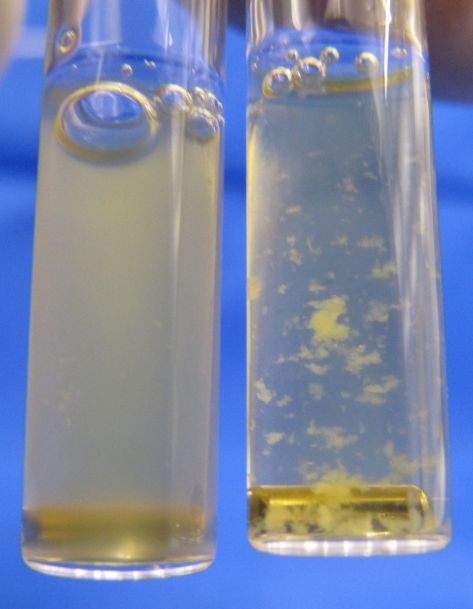
Agregarea trombocitelor. Plasma bogată în trombocite (fiola din stânga) este un lichid tulbure. După adăugarea acidului adenozindifosforic, trombocitele sunt activate și încep a se agrega, formând fulgi albi (fiola din dreapta).

Timpul vasculo-plachetar, cunoscut și ca hemostaza primară sau temporară are drept scop formarea trombusului alb plachetar, constituit în principal din plachete și câteva fibre de fibrină care îl consolidează. Începe odată cu lezarea vasului. Prima reacție constă în vasoconstricția peretelui acestuia, produsă atât reflex, cât și sub acțiunea serotoninei. Urmează aderarea trombocitelor la nivelul plăgii, agregarea și metamorfoza vâscoasă a acestora cu vasul, ducând la oprirea sângerării în cel mult patru minute. La acest nivel sunt eliberați factorii plachetari, cu rol deosebit în etapa plasmatică a hemostazei. Între timp, se produce activarea celor 13 factori plasmatici ai coagulării.

### Timpul plasmatic
Timpul plasmatic sau coagularea (lat. coagulare = a închega, a reuni) constă din separarea sângelui în două componente:
- într-un coagul (cheag) roșu, moale (gel), format dintr-o rețea de fibrină în ochiurile căreia sunt prinse elemente figurate (eritrocite, trombocite, leucocite);
- în ser, plasma lipsită de fibringen și protrombină.

La rândul ei, coagularea sângelui presupune trei faze:
- faza I – formarea tromboplastinei are loc pe două căi, extrinsecă și intrinsecă. Aceasta este faza cea mai laborioasă și durează cel mai mult, 4-8 minute.
- faza a II-a – formarea trombinei durează 10 secunde; tromboplastina transformă protrombina în trombină. Această fază necesită prezența ionilor de calciu (Ca2+), dar și a vitaminei K sintetizată în ficat.
- faza a III-a – formarea fibrinei durează 1-2 secunde. Trombina desface, din fibrinogen, niște monomeri de fibrină, care polimerizează spontan, alcătuind rețeaua de fibrină, ce devine insolubilă sub acțiunea factorului XIII al coagulării. În ochiurile rețelei se fixează elementele figurate și sângerarea se oprește.[3]

### Timpul trombodinamic
După ce coagularea are loc, sub acțiunea trombosteninei plachetare,se produce un proces de retracție a cheagului. Din cheag este expulzat un lichid gălbui, puțin vâscos, numit ser. Retracția cheagului durează 2-24 ore. După retracție, cheagul suferă treptat un proces de dizolvare, numit fibrinoliză. Aceasta se datorează unei enzime proteolitice, plasmina (fibrinolizina), care se formează dintr-un precursor – plasminogenul circulant, inactiv. Plasmina are capacitate să "digere" atât fibrina și fibrinogenul, cât și alte proteine din sânge. Sub acțiunea plasminei, fibrina este degradată rezultând produși de degradare a fibrinei.
Fibrinoliza are drept efect îndepărtarea cheagului și dezobturarea vasului prin care se poate relua circulația. În felul acesta au fost îndepărtate toate consecințele lezării vasului.

## Hemostaza medicamentoasă

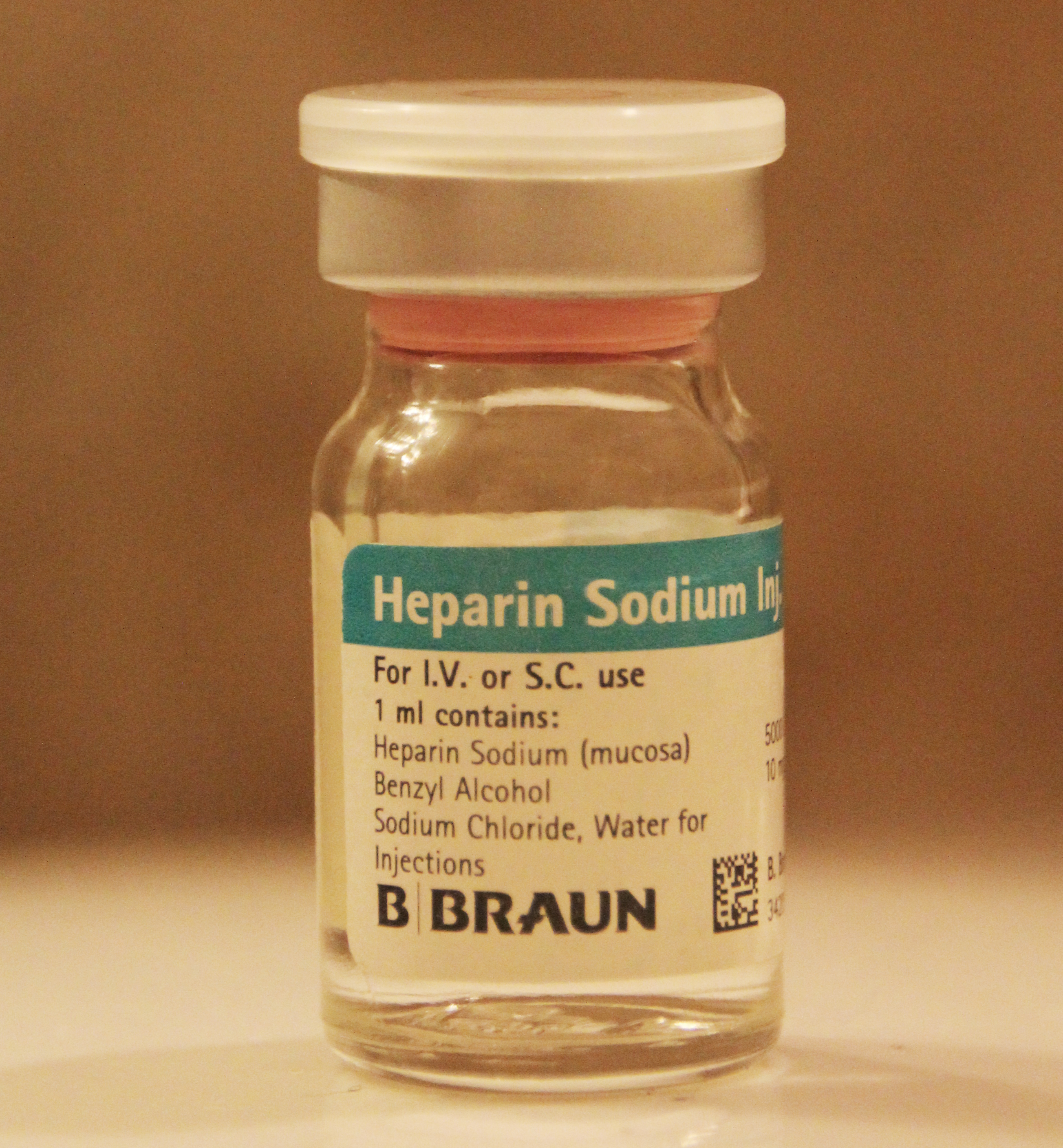
Heparina este o substanță anticoagulantă cu utilizare largă în industria medicală.

Hemostaza medicamentoasă constă în stoparea unei hemoragii prin medicație coagulantă. Substanțele medicamentoase hemostatice (coagulante) utilizate în astfel de situații includ adrenalina, noradrenalina, efedrina, dar și apa oxigenată.

## Hemostaza chirurgicală
Hemostaza chirurgicală reprezintă totalitatea mijloacelor chirurgicale care duc la oprirea temporară sau definitivă a unei hemoragii. Se poate deci realiza hemostază chirurgicală provizorie sau hemostază chirurgicală definitivă (în cazul acesteia, cea mai cunoscută este cauterizarea).